# 長尾鼩鼴屬
長尾鼩鼴屬（長尾鼩鼴），哺乳綱鼴科的一屬，而與長尾鼩鼴屬（長尾鼩鼴）同科的動物尚有鼴屬（地中海鼴）、日本鼩鼴屬（日本鼩鼴）、麝鼴屬（麝鼴）、西鼴屬（海岸鼴）等之數種哺乳動物。